# Mark Helfrich
Pour les articles homonymes, voir Helfrich.
Ne doit pas être confondu avec Mark Helfrich  (football américain) ou  Mark Helfrich  (homme politique).
Mark Helfrich, né en novembre 1957, est un monteur et réalisateur américain.
Il est connu pour sa collaboration avec le réalisateur Craig R. Baxley pour qui il a monté plusieurs films.

## Biographie
Mark Helfrich est membre élu des American Cinema Editors (ACE) et siège au conseil d'administration en tant que directeur associé.
Helfrich a monté plus de trente films tels que Stone Cold (1991), Showgirls (1995) avec Mark Goldblatt. Il est également le monteur principal des films du réalisateur Brett Ratner, tels que Argent comptant (1997), Rush Hour (1998), Family Man (2000), Rush Hour 2 (2001), Dragon rouge (2002) et Coup d'éclat (2004), X-Men : L'Affrontement final (2006) avec Mark Goldblatt et Julia Wong. Helfrich a réalisé Charlie, les filles lui disent merci.

## Filmographie
| Année | Titre                                                     |
| ----- | --------------------------------------------------------- |
| 1983  | Revenge of the Ninja (Ultime Violence : Ninja 2)          |
| 1984  | Baby Love                                                 |
| 1985  | Rambo 2 : La Mission                                      |
| 1987  | Predator                                                  |
| 1988  | Action Jackson                                            |
| 1990  | Dark Angel                                                |
| 1991  | Rich Girl                                                 |
| 1991  | Stone Cold                                                |
| 1991  | Le Dernier Samaritain                                     |
| 1993  | Cavale sans issue                                         |
| 1993  | Piège en eaux troubles                                    |
| 1993  | Midnight Kiss                                             |
| 1994  | Shake, Rattle and Rock! (TV)                              |
| 1995  | Showgirls                                                 |
| 1997  | Argent comptant                                           |
| 1997  | Wanted : Recherché mort ou vif                            |
| 1998  | Rush Hour                                                 |
| 2000  | Scary Movie                                               |
| 2000  | Family Man                                                |
| 2001  | Rush Hour 2                                               |
| 2002  | Dragon Rouge                                              |
| 2003  | Honey                                                     |
| 2004  | Après le coucher de soleil                                |
| 2006  | Coup d'éclat                                              |
| 2007  | Rush Hour 3                                               |
| 2008  | New York, I Love You (segment réalisé par Brett Ratner)   |
| 2008  | Tout... sauf en famille                                   |
| 2010  | Kites (version anglaise)                                  |
| 2011  | Le Dernier des Templiers                                  |
| 2011  | Le Casse de Central Park                                  |
| 2013  | My Movie Project (Film 43, segment "Joyeux anniversaire") |
| 2013  | RIPD : Brigade fantôme                                    |
| 2014  | Hercule                                                   |
| 2017  | Jumanji : Bienvenue dans la jungle                        |